# Bahna
Bahna is een Roemeense gemeente in het district Neamț.
Bahna telt 3618 inwoners.